# Dicerca sexualis
Dicerca sexualis är en skalbaggsart som beskrevs av George Robert Crotch 1873. Dicerca sexualis ingår i släktet Dicerca och familjen praktbaggar. Inga underarter finns listade i Catalogue of Life.